# Courcelles-sur-Aire
Courcelles-sur-Aire is een gemeente in het Franse departement Meuse (regio Grand Est) en telt 38 inwoners (2009).
De plaats maakt deel uit van het kanton Revigny-sur-Ornain in het arrondissement Bar-le-Duc. Voor maart 2015 was het deel van het kanton Vaubecourt, dat toen werd opgeheven.

## Geografie
De oppervlakte van Courcelles-sur-Aire bedraagt 10,8 km², de bevolkingsdichtheid is dus 3,5 inwoners per km².
De plaats ligt aan de rivier de Aire.
De onderstaande kaart toont de ligging van Courcelles-sur-Aire met de belangrijkste infrastructuur en aangrenzende gemeenten.

## Demografie
Onderstaande figuur toont het verloop van het inwonertal (bron: INSEE-tellingen).